# 볼레스와프 4세

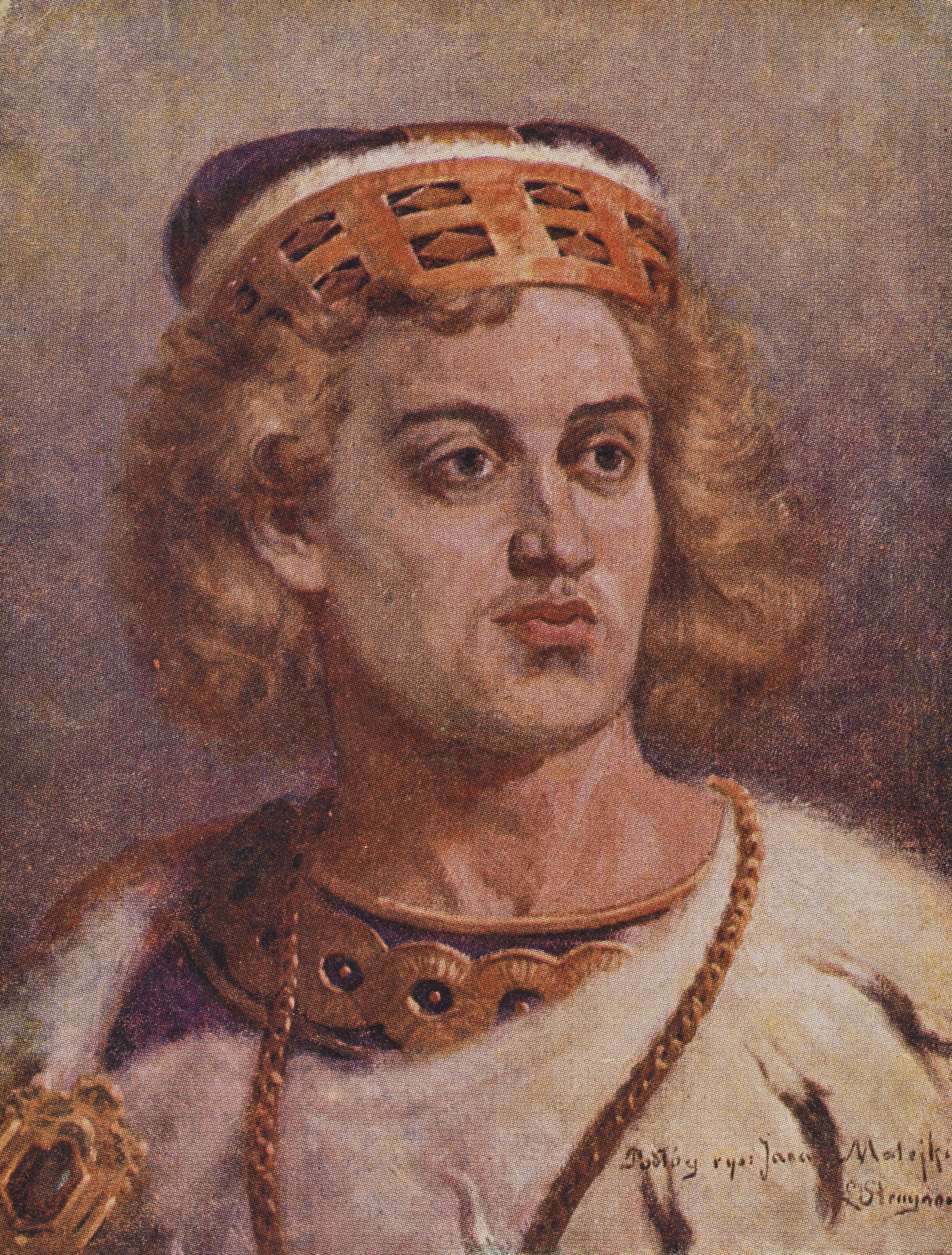
볼레스와프 4세

볼레스와프 4세(폴란드어: Bolesław IV, 1125년경 ~ 1173년 1월 5일)는 폴란드 고공(재위: 1146년 ~ 1173년)이다. 별명은 곱슬머리고공(폴란드어: Kędzierzawy 켕지에자비[*]).
볼레스와프 3세 공작의 셋째 아들이며 마조프셰-쿠야비 공작(재위: 1138년 ~ 1173년), 실레시아 공작(재위: 1146년 ~ 1163년)을 역임했다. 1146년 브와디스와프 2세가 폴란드에서 추방되면서 폴란드의 공작으로 즉위했지만 1163년 신성 로마 제국의 프리드리히 1세 황제가 폴란드 원정에 나서면서 실레시아 공작의 자리에서 물러났다. 그의 공작위는 미에슈코 3세가 승계받았다.